# Herrarnas lagtävling i värja vid olympiska sommarspelen 1988
Herrarnas lagtävling i värja i de olympiska fäktningstävlingarna 1988 i Seoul avgjordes den 29-30 september.

## Medaljörer
| Event      | Guld                                                                                    | Silver                                                                                | Brons                                                                                              |
| Värja, lag | Frankrike Frederic Delpla Jean-Michel Henry Olivier Lenglet Philippe Riboud Éric Srecki | Västtyskland Elmar Borrmann Volker Fischer Thomas Gerull Alexander Pusch Arnd Schmitt | Sovjetunionen Andrej Sjuvalov Pavel Kolobkov Vladimir Reznitstjenko Michail Tisjko Igor Tichomirov |

## Laguppställningar
| Bahrain - Ahmed Al-Doseri - Saleh Farhan - Abdul Rahman Khalid - Khalifa Khamis Brasilien - Régis Avila - Douglas Fonseca - Roberto Lazzarini - Antônio Machado Kanada - Ian Bramall - Jean-Marc Chouinard - Alain Côté - Michel Dessureault - Danek Nowosielski Colombia - Oscar Arango - William González - Juan Miguel Paz - Joaquin Pinto - Mauricio Rivas Frankrike - Frédéric Delpla - Jean-Michel Henry - Olivier Lenglet - Philippe Riboud - Éric Srecki Hongkong - Chan Kai Sang - Choy Kam Shing - Tang Wing Keung - Tong King King | Ungern - László Fábián - Ferenc Hegedűs - Ernő Kolczonay - Szabolcs Pásztor - Zoltán Székely Italien - Stefano Bellone - Andrea Bermond Des Ambros - Sandro Cuomo - Angelo Mazzoni - Stefano Pantano Kuwait - Mohamed Al-Hamar - Younes Al-Mashmoum - Nahedh Al-Murdh - Khaled Jahrami Nederländerna - Paul Besselink - Michiel Driessen - Stéphane Ganeff - Arwin Kardolus - Olaf Kardolus Polen - Ludomir Chronowski - Witold Gadomski - Piotr Kiełpikowski - Cezary Siess - Bogusław Zych Sydkorea - Jo Hui-Je - Lee Il-Hui - Lee Sang-Gi - Yang Dal-Sik - Yun Nam-Jin | Sovjetunionen - Andrej Sjuvalov - Pavel Kolobkov - Wladimir Reznitstjenko - Mjchailo Tjsjko - Igor Tichomirov Spanien - Ángel Fernández - Oscar Fernández - Raúl Maroto - Fernando de la Peña - Manuel Pereira Sverige - Johan Bergdahl - Jerri Bergström - Otto Drakenberg - Ulf Sandegren - Péter Vánky Schweiz - Patrice Gaille - André Kuhn - Zsolt Madarasz - Gérald Pfefferle - Michel Poffet USA - Robert Marx - Lee Shelley - Rob Stull - Stephen Trevor Västtyskland - Elmar Borrmann - Volker Fischer - Thomas Gerull - Alexander Pusch - Arnd Schmitt |